# The Breathtaking Blue
The Breathtaking Blue är ett album som släpptes 1989 av gruppen Alphaville

## Låtförteckning
1. Summer Rain (4:10)
2. Romeos (5:20)
3. She Fades Away (4:57)
4. The Mysteries of Love (4:55)
5. Ariana (3:42)
6. Heaven or Hell (3:27)
7. For a Million (6:09)
8. Middle of the Riddle (3:19)
9. Patricia's Park (4:12)
10. Anyway (2:48)